# Friedrich Axmann
Friedrich Carl August Axmann (* 14. Januar 1843 in Thorn, Westpreußen; † 20. November 1876 in Blasewitz) war ein deutscher Schriftsteller.

## Leben
Friedrich Axmann besuchte zunächst die Volksschule und anschließend das Gymnasium in Thorn, das er jedoch 1864 ohne Abschluss verließ. Danach absolvierte er eine Ausbildung in kaufmännischen Wissensbereichen sowie französischer und englischer Korrespondenz. Es folgten Tätigkeiten als Buchhalter und Korrespondent in kaufmännischen Stellungen in seiner preußischen Heimat und in Österreich. Am 1. Juli 1869 trat er in die Dienste der k.k. Südlichen Staatsbahn in Wien, schied dort jedoch schon am 20. September 1870 wieder aus.
Nachdem er etwa ab 1869 begonnen hatte, sich als Erzählungs- und Romanautor zu betätigen, machte er die Schriftstellerei nunmehr zu seinem Hauptberuf. Zum Teil schrieb er auch unter dem Pseudonym „Friedrich Weyring“. Zwischen 1870 und 1875 wurden Beiträge von ihm in Stuttgarter Gazetten veröffentlicht. Ab dem Jahr 1874 schrieb er für den Kolportage-Verlag H. G. Münchmeyer in Dresden, wo kurz darauf Karl May als Redakteur tätig wurde. Während der Arbeit an seinem letzten Roman Das Testament des Großen Kurfürsten erkrankte Axmann an Lungentuberkulose und starb daran am 20. November 1876.
Die bereits geplante Fortsetzung seines historischen Romans Fürst und Junker konnte Axmann nicht mehr verwirklichen; stattdessen schrieb sie Karl May unter dem Titel: Der beiden Quitzows letzte Fahrten. Nicht zuletzt die Ähnlichkeit der Schreibstile Axmanns und Mays hatte lange Zeit die Vermutung genährt, es handle sich um ein und dieselbe Person. Dies ist inzwischen eindeutig widerlegt.
Axmann veröffentlichte etwa 90 verschiedene Erzählungen und fünf größere Romane. Seine Werke sind in jüngster Zeit vom Karl-May-Verlag in Bamberg teilweise wieder veröffentlicht worden.

## Werke (Auswahl)
- für die Stuttgarter Allgemeine Familien-Zeitung (Verlag Hermann Schönlein):
  - Im Kroatendörfel. Skizze aus dem Wiener Volksleben (1870)
  - Wien im Freien. Skizzen, Teil I: Eine Sommerfrische – Teil II: Eine Völkerwanderung (1870)
  - Wiener Gauner. Skizze (1870)
  - Dunkle Existenzen. Szenen aus dem Wiener Leben (1870)
- für die Allgemeine Familien-Zeitung (Verlag Hermann Schönlein):
  - Der Wiener Prater. Skizzen (1871)
- für die Illustrirte Chronik der Zeit (Verlag Hermann Schönlein):
  - Verrathen. Nachtstück aus der Wiener Verbrecherwelt (1874)
  - Eine Heiratsvermittlung. Nach dem Leben gezeichnet (1874)
  - Eine Schränkmassematten. Skizze aus der Wiener Gaunerwelt (1874)
  - Nach Jahren. Erzählung aus der Wiener Gaunerwelt (1874)
  - Des Todfeinds Rache (1875)
  - Los laborantes. Zeitgeschichtliche Erzählung aus dem cubanischen Aufstande (1875)

- für Der Beobachter an der Elbe (Verlag von H. G. Münchmeyer in Dresden):
  - Eine Nacht in der Brigittenau. Scizzen aus dem Nachtleben Wiens (1874/75)
  - Aus Leichtsinn. Nachtstück aus der Wiener Gaunerwelt (1874/75)
  - Von Verbrechen zu Verbrechen. Ein Wiener Nachtbild (1874/75)
  - Verderblicher Wahn. Kriminalgeschichte (1874/75)
  - Die Zigeunerbraut. Nachtbild aus dem Pußtenleben (1874/75)
- für Schacht und Hütte (Verlag von H. G. Münchmeyer in Dresden):
  - Geheime Gewalten (1875)
- für die Neue Sonntagspost (Verlag von E. Weineck in Dresden):
  - Aus dem Leben eines Detektives (1876)

- für das Deutsche Familienblatt (Verlag von H. G. Münchmeyer in Dresden):
  - Fürst und Junker (1875/76; Neuauflage: Karl-May-Verlag, Bamberg 2001, ISBN 978-3-7802-0158-4.)
  - Das Testament des großen Kurfürsten (1876; fortgeführt von Heinrich Goldmann) (Digitalisat)